# Füzuli International Airport
Füzuli International Airport is een vliegveld nabij de stad Füzuli in Azerbeidzjan. Het kostte ca. 44 miljoen dollar om het vliegveld te bouwen.
Het plaatsje Füzuli viel in 1993 na de oorlog in Nagorno-Karabach onder Armeense separatisten en werd een spookstad. Op 17 oktober 2020 werd het plaatsje heroverd door Azerbeidzjaanse troepen tijdens een nieuwe oorlog in Nagorno-Karabach. De Azerbeidzjaanse overheid lanceerde een project om landmijnen te verwijderen in de stad en omstreken. Het Azerbeidzjaanse ministerie van Transport, Communicatie en Hoge Technologie maakte op 26 november 2020 bekend dat de Internationale Burgerluchtvaartorganisatie 6 internationale vliegvelden, waaronder het Füzuli International Airport, een ICAO-code zou toekennen. Op 14 januari 2021 werd het vliegveld ceremonieel geopend.
De startbaan werd voor het eerst gebruikt op 5 september 2021 door een Airbus A340-500 van Azerbaijan Airlines en een Boeing 747-400 van Silk Way Airlines, die op het vliegveld landden. Het vliegveld werd geïnaugureerd door de presidenten van Turkije en Azerbeidzjan op 26 oktober 2021.

## Galerij

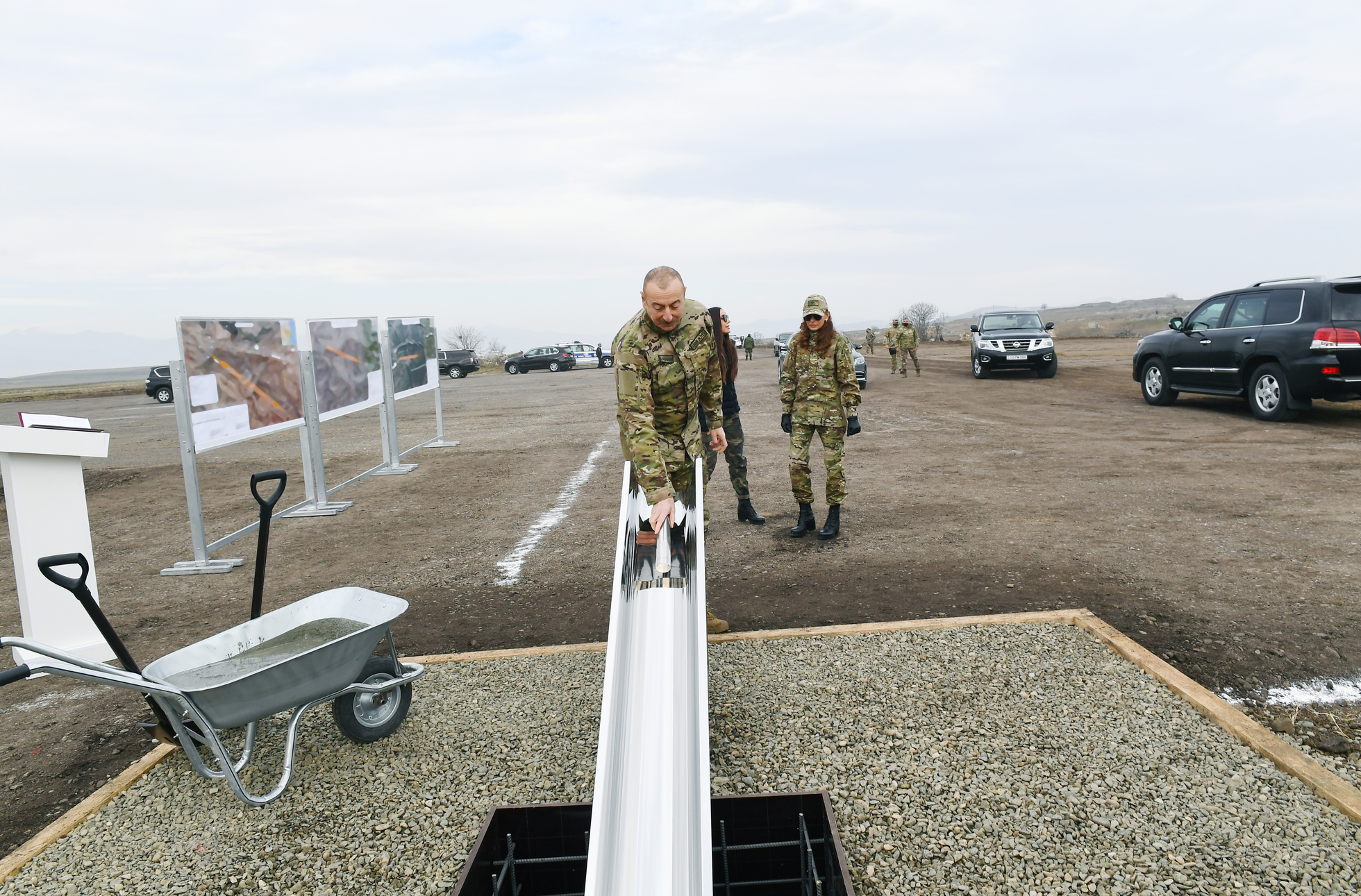
President İlham Əliyev legt de eerste steen op 14 januari 2021.
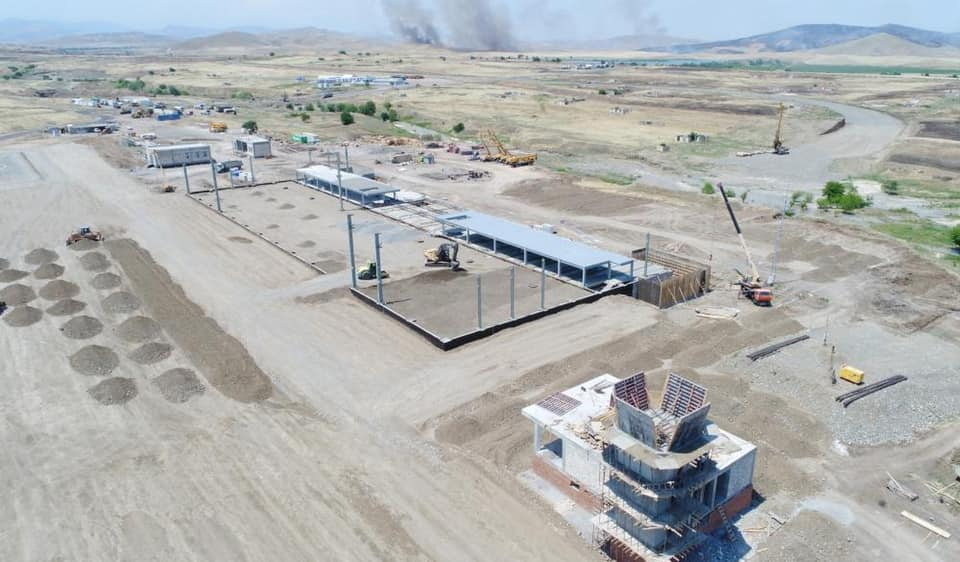
Het vliegveld onder constructie in mei 2021
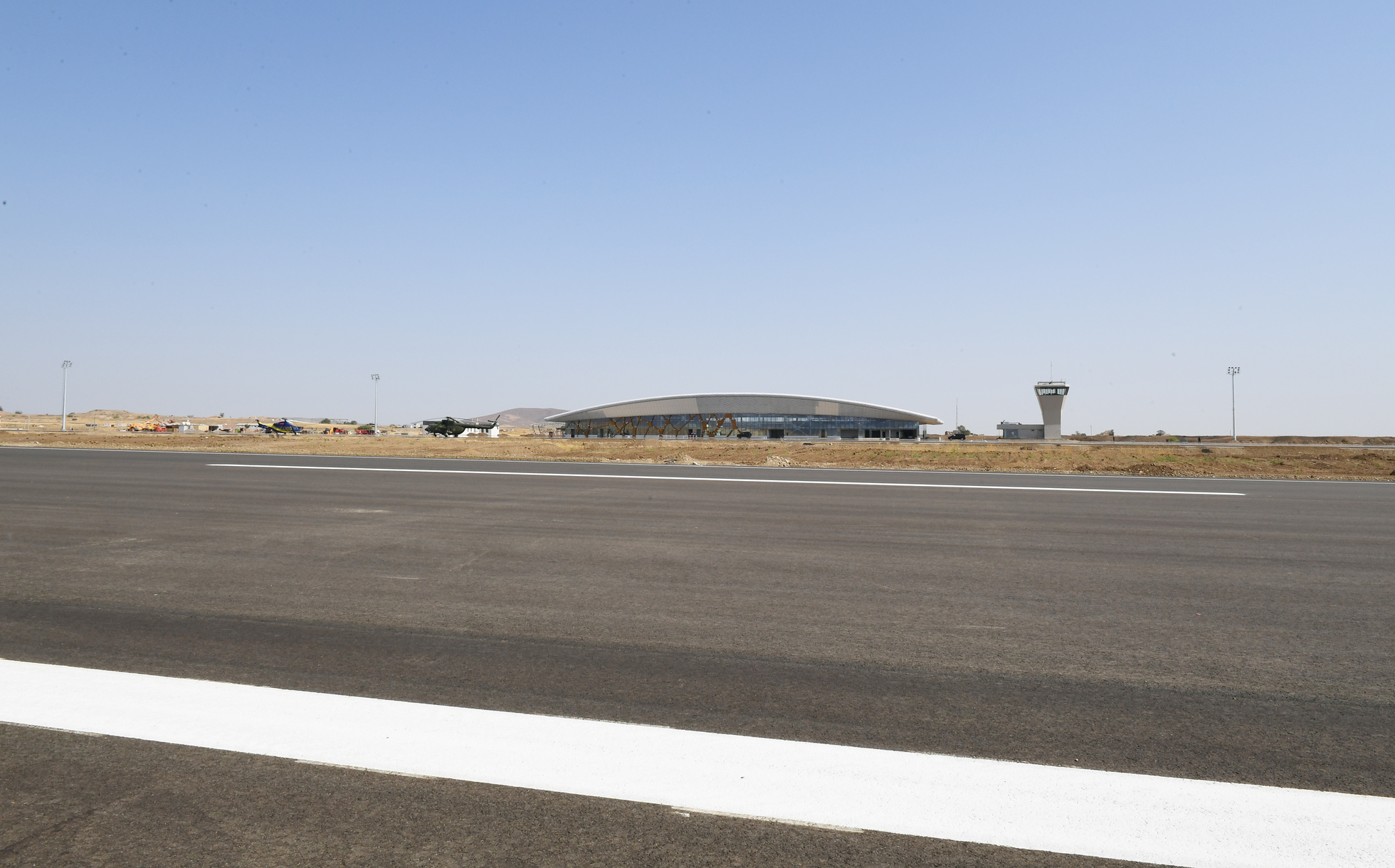
De terminal vanaf de start- en landingsbaan
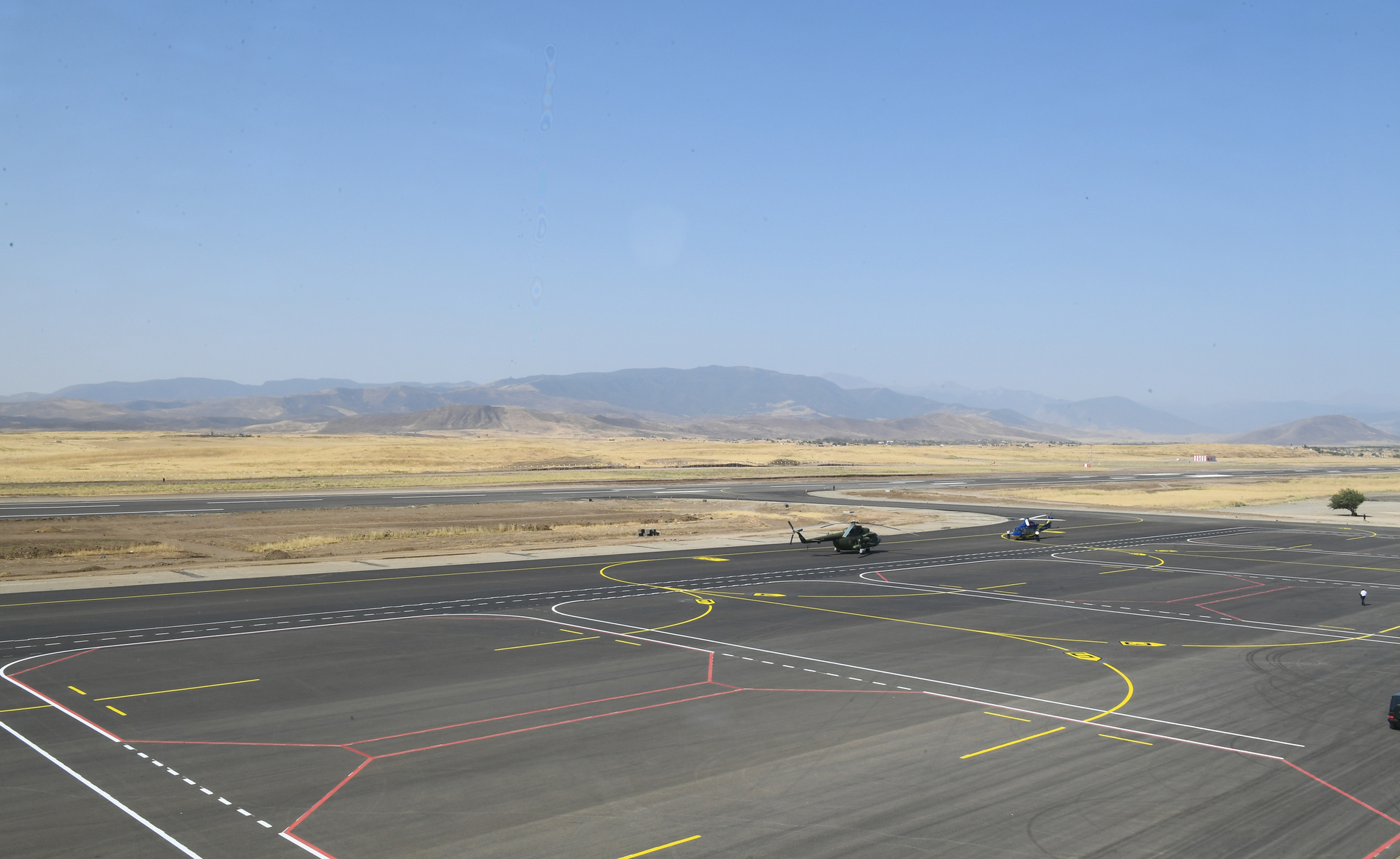
Vliegveld Füzuli